# إدي إيستوود
إدي إيستوود (بالإنجليزية: Eddie Eastwood)‏ (7 يناير 1902 في المملكة المتحدة - 15 يوليو 1981 في المملكة المتحدة) هو لاعب كرة قدم بريطاني (وحمل سابقاً جنسية المملكة المتحدة لبريطانيا العظمى وأيرلندا) في مركز الدفاع. لعب مع Clitheroe F.C. ‏ ونادي نيلسون ونادي موركامب.